# Масловский, Пётр Модестович
Пётр Модестович Масло́вский (1906—1991) — советский металлург.

## Биография
После окончания девятилетки работал секретарём народного суда в Енисейске. В 1929 году окончил 1й Сибирский политехникум в Томске. С 1930 по 1932 заведующий группой топлива Кузнецкстроя. Окончил Сибирский металлургический институт в 1937 году. С 1933 по 1953 работал на Кузнецком металлургическом комбинате в теплотехнической лаборатории.
Зимой 1942 года П. М. Масловский работал над вопросами теплотехики металлургических агрегатов, а также исследовал факельное горение. По результатам этих исследований он защитил кандидатскую диссертацию. Помогал налаживать производство броневого листа.
К 1945 он вместе с коллегами С. С. Гудовщиковым, Ю. Ф. Коштялом и Б. И. Поповым была разработана схема в которой были увязаны основные узлы управления мартеновской печью. Оборудование мартеновских печей автоматическим управлением по «схеме КМК» обеспечило более постоянный режим работы печей, хорошую полноту горения и сокращение удельного расхода топлива, ровный нагрев регенераторов, большую стойкость сводов. Согласно этой схеме сталевар увеличивал или уменьшал расход топлива регулирую тепловой режим, а остальные узлы регулировались автоматически по специальным программам. В 1945 году защитил кандидатскую диссертацию. Профессор (1954). В 1951 защитил докторскую диссертацию «Автоматизация мартеновских печей по схеме связанного регулирования».
С 1959 года заведующий кафедры автоматизации металлургического производства. Научная работа П. М. Масловского в соавторстве с Б. И. Поповым «Программное авторегулирование теплового режима мартеновских печей», которая вышла в свет в 1953 году, была переведена на китайский язык и стала единственным учебным пособием для многих студентов индустриальных вузов КНР. C 1958 года — заведующий кафедрой автоматизации металлургических процессов. Заместитель главного редактора Журнала Известия ВУЗов. Чёрная металлургия. Являлся основателем школы «ТЕОРИЯ И ПРАКТИКА СИСТЕМ АВТОМАТИЗАЦИИ УПРАВЛЕНИЯ НА БАЗЕ НАТУРНО-МОДЕЛЬНОГО ПОДХОДА» СибГИУ. Среди членов школы: Авдеев, Цымбал, Мочалов, Сергей Павлович, Мышляев, Леонид Павлович.
Пётр Модестович Масловский, д. т. н., профессор. заместитель главного редактора журнала «Известия вузов. Чёрная металлургия».

## Награды и премии
- Сталинская премия третьей степени (1947) — за разработку и внедрение приборов автоматического управления мартеновскими и доменными процессами